# Jānis Streičs
Jānis Streičs (Preiļu pagasts, Municipi de Preiļi, 26 de setembre de 1936) és un actor i director de cinema letó. El 1998 va ser guardonat amb l'Orde de les Tres Estrelles.
També se'l coneix com a publicista. En el seu temps lliure és un pintor aficionat. Streičs és Doctor honoris causa per l'Acadèmia de Ciències de Letònia. El Centre Nacional de Cinema de Letònia considera a Jānis Streičs com probablement el director més gran de Letònia de la dècada 1970-1980 i compara el seu treball amb el de Frank Capra.

## Filmografia
- 1967 - Kapteiņa Enriko pulkstenis
- 1969 - Līvsalas zēni
- 1970 - Šauj manā vietā!
- 1972 - Vālodzīte
- 1974 - Uzticamais draugs Sančo
- 1975 - Mans draugs - nenopietns cilvēks
- 1976 - Meistars
- 1978 - Teātris
- 1979 - Nepabeigtās vakariņas
- 1981 - Limuzīns Jāņu nakts krāsā
- 1981 - Atcerēties vai aizmirst
- 1983 - Svešās kaislības
- 1985 - Tikšanās uz Piena ceļa
- 1986 - Aizaugušā grāvī viegli krist
- 1989 - Carmen Horrendum
- 1991 - Cilvēka bērns
- 1997 - Likteņdzirnas
- 2000 - Vecās pagastmājas mistērija
- 2002 - Ipolits
- 2003 - Naktssargs un veļas mazgātāja
- 2005 - Rudens roze
- 2010 - Rūdolfa mantojums